# Takahide Kishi
Takahide Kishi (紀氏 隆秀 Kishi Takahide?), född 28 april 1987 i Hyōgo prefektur, är en japansk före detta fotbollsspelare.
Kishi började sin karriär 2006 i Vissel Kobe. 2012 blev han utlånad till Gainare Tottori. Han gick tillbaka till Vissel Kobe 2013. 2014 flyttade han till FC Osaka. Han avslutade karriären 2015.